# Cecilia Kadzamira
Cecilia Tamanda Kadzamira (née le 25 juin 1938) est l'hôtesse officielle du Malawi sous le règne de Hastings Banda et Grande chevalière de l'Ordre royal de Victoria. Alors qu'elle et Banda ne sont pas officiellement mariés, elle est la première dame ou l'hôtesse officielle pendant plusieurs années. Pendant plusieurs années, elle est la femme la plus puissante du Malawi. Kadzamira, est appelée "Mama", ou "Mère de la Nation".

## Carrière
Après avoir travaillé pour Banda en tant qu'infirmière de chirurgie à Limbe, Kadzamira déménage à la Zomba State House en tant que secrétaire privée de Banda.

### Carrière politique et influence
Après la crise du cabinet en 1964, où Banda consolide son pouvoir politique, elle est nommée hôtesse officielle du gouvernement (OGH). Cela est suggéré par Ismael Surtee, l'associé le plus proche de Banda et le principal orateur de Zomba, faisant de lui l'une des figures les plus importantes du gouvernement sous Banda à cette époque. Avec son influence, Banda accepte.  Le nom et le titre de Kadzamira passent ensuite d'OGH à Mama Tamanda C. Kadzamira, "Mama" de la nation.
Elle prend de nombreuses décisions à mesure du vieillissement de Banda qui ne peut plus diriger le pays. Lorsque ce dernier devient sénile, elle tente en vain de l'influencer pour qu'il parraine John Tembo comme son successeur dans le parti. Bien que Tembo agisse à la place de Banda en son absence, il donne le relais politique du MCP à Gwanda Chakuamba.

## Vie privée
Son influence sur ses décisions politiques et personnelles joue un rôle important dans le développement de Banda et du Malawi. Les deux amis sont inséparables et elle influence de nombreux aspects de sa vie, tels que les personnes auxquelles il a accès, le matériel de lecture, les connaissances qui lui sont transmises et les politiques qu'il signe.
Alors qu'elle et Banda traversent une période difficile, il interdit la chanson Cecilia de Simon et Garfunkel à cause de ses paroles « Cecilia, je suis à genoux, je vous supplie, s'il vous plaît de revenir à la maison ».